# Saint-Lager
Saint-Lager település Franciaországban, Rhône megyében. Lakosainak száma 1051 fő (2022. január 1.). Saint-Lager Cercié, Charentay, Odenas, Quincié-en-Beaujolais és Belleville-en-Beaujolais községekkel határos.

## Népesség
A település népessége az elmúlt években az alábbi módon változott:
| Lakosok száma | 978  | 1021 | 1047 | 1040 | 1049 | 1048 | 1042 | 1046 | 1051 |
|               | 2013 | 2015 | 2016 | 2017 | 2018 | 2019 | 2020 | 2021 | 2022 |